# Gheorghe Fiat
Gheorghe Fiat (ur. 14 stycznia 1929 w Reșița, zm. 22 sierpnia 2010) – rumuński pięściarz, uczestnik Igrzysk Olimpijskich w 1952 w Helsinkach. Dwukrotny Mistrz Rumunii (1949 i 1950) w boksie, w wadze lekkiej. Uniwersytecki Mistrz Świata w wadze lekkiej. Po zakończeniu kariery najpierw był trenerem juniorów w klubie Steaua Bukareszt, a następnie organizatorem gal bokserskich. Pułkownik rezerwy i mistrz sportu.
Na igrzyskach wziął udział w turnieju w wadze lekkiej. W pierwszej rundzie wygrał 3:0 z Egipcjaninem Abdelem Hamidem El-Hamaky, następnie również 3:0 z Irlandczykiem Kevinem Martinem. W ćwierćfinale zwyciężył Argentyńczyka Américo Bonettiego. Następnym rywalem miał być Polak Aleksy Antkiewicz, jednakże do walki nie doszło i Ankiewicz awansował do finału a Fiat zdobył brązowy medal.